# Stanisław Drobniak
Stanisław Marek Drobniak (ur. 24 września 1948 w Częstochowie) – profesor Politechniki Częstochowskiej. Specjalista w dziedzinie mechaniki płynów ze szczególnym uwzględnieniem turbulencji. Wieloletni (1995-2006) dyrektor Instytutu Maszyn Cieplnych Politechniki Częstochowskiej.
Maturę zdał w 1966 w IV LO im. Henryka Sienkiewicza w Częstochowie. W 1971 ukończył studia na Wydziale Budowy Maszyn Politechniki Częstochowskiej. Praca doktorska obroniona w 1980 nosiła tytuł „Ewolucja pól prędkości w swobodnej, izotermicznej strudze zawirowanej”. Habilitację na podstawie rozprawy „Struktury koherentne swobodnej strugi osiowo-symetrycznej” uzyskał w 1988. W 1997 został profesorem nadzwyczajnym.

## Odznaczenia
- Srebrny Krzyż Zasługi 1986
- Złoty Krzyż Zasługi 2 października 1998
- Medal Komisji Edukacji Narodowej 1994